# Aleksandar Mitrović (Fußballspieler, 1994)
Aleksandar Mitrović (serbisch-kyrillisch Александар Митровић; * 16. September 1994 in Smederevo, Bundesrepublik Jugoslawien) ist ein serbischer Fußballspieler. Er steht in Saudi-Arabien bei Al-Hilal unter Vertrag und spielt für die serbische Nationalmannschaft.

## Werdegang

### Stationen als Vereinsspieler
Mitrović spielte in seiner Jugend zwischen 2005 und 2011 bei Partizan Belgrad. 2011 erhielt der Stürmer seinen ersten Profivertrag beim FK Teleoptik, für die er in 25 Spielen sieben Tore erzielte. 2012 ging er zurück zu Partizan und bestritt dort in der Saison 2012/13 28 Spiele, in denen er 13 Tore erzielte und mit der Mannschaft am Ende der Saison Meister wurde. 2013 wechselte er zum RSC Anderlecht nach Belgien. In der Saison 2013/14 gewann er mit der Mannschaft die Meisterschaft und den Supercup. Im Juli 2015 wechselte er in die englische Premier League zu Newcastle United und stieg am Ende der Saison mit der Mannschaft ab.
In der Saison 2021/22 erzielte der mittlerweile für den FC Fulham spielende Aleksandar Mitrović 43 Tore und stellte damit einen neuen Rekord auf. Neben dem Titel als Torschützenkönig, der Auszeichnung als Spieler des Monats Oktober 2021 und der Wahl in das PFA Team of the Year der zweiten Liga, sicherte sich der 27-Jährige zudem den Titel des Spieler des Jahres der EFL Championship. Fulham gewann am Ende der Spielzeit die Meisterschaft und kehrte damit in die Premier League zurück.
Im August 2023 wechselte er nach Saudi-Arabien in die dortige Saudi Pro League zu Al-Hilal.

### Nationalmannschaft
Mit seinem ersten Profivertrag gab Mitrović auch sein Debüt in der serbischen U-19. 2013 wurde er U-19-Europameister und zum besten Spieler des Turniers (Golden Player) gewählt. In der Folge kam er in der serbischen U-21-Nationalmannschaft zum Einsatz und gab am 7. Juni 2013 sein Debüt in der serbischen A-Nationalmannschaft. 2018 nahm er mit Serbien an der Fußball-WM teil und kam in allen drei Vorrundenspielen zum Einsatz. Serbien schied jedoch nach der Vorrunde als Gruppendritter aus.
Mit sechs erzielten Toren wurde Mitrović in der Saison 2018/19 der UEFA Nations League Torschützenkönig der Gruppenphase des Turniers.

## Titel und Erfolge

### Vereine
Serbien
- Meister: 2013

Belgien
- Meister: 2014
- Supercupsieger: 2014

England
- Zweitligameister und Aufstieg in die Premier League (3): 2018, 2020, 2022

Saudi-Arabien
- Meister: 2024
- Pokalsieger: 2024
- Supercupsieger (2): 2023, 2024

### Nationalmannschaft
- U-19-Europameister: 2013

### Persönliche Auszeichnungen
- Bester Spieler der U-19-Europameisterschaft 2013
- Torschützenkönig
  - der UEFA Nations League: 2019
  - der EFL Championship (2): 2020, 2022
  - des King Cups: 2024 (mit Yannick Carrasco, Abderrazak Hamdallah und Sadio Mané)